# Euchrepomis
Euchrepomis is een geslacht van vogels uit de familie Thamnophilidae. Het geslacht telt vier soorten:
- Euchrepomis callinota  –  Grijswangmiersluiper
- Euchrepomis humeralis  –  Roodschoudermiersluiper
- Euchrepomis sharpei  –  Geelstuitmiersluiper
- Euchrepomis spodioptila  –  Grijsvleugelmiersluiper